# Stenus gemmeus
Stenus gemmeus är en skalbaggsart som beskrevs av Thomas Casey. Stenus gemmeus ingår i släktet Stenus och familjen kortvingar. Inga underarter finns listade i Catalogue of Life.